# Renato Dirnei Florencino
Renato Dirnei Florencino, bekannt als Renato (* 15. Mai 1979 in Santa Mercedes) ist ein ehemaliger brasilianischer Fußballspieler.

## Karriere
Renato absolvierte bisher 30 Länderspiele. Davon drei beim Konföderationen-Pokal 2005, zwölf bei der WM 2006-Qualifikation, ein Freundschaftsländerspiel 2004 und sechs Spiele bei der Copa América in Peru 2004. Er gehörte zudem dem brasilianischen Kader für die WM 2006 an. Außerdem trat Renato sieben Mal im UEFA-Pokal für den FC Sevilla (2004/05) an. Bevor er nach Spanien wechselte, spielte er in Brasilien beim FC Santos und bei Guarani FC. Renato ist Doppelstaatsbürger von Brasilien und Spanien.
Am 26. Mai 2011 wurde bekannt, dass Renato mit sofortiger Wirkung in seine Heimat zu Botafogo FR wechselt. Dort unterschrieb er einen Dreijahresvertrag.
2014 kehrte Renato zu Santos zurück. Der Kontrakt erhielt eine Laufzeit bis Ende des Jahres. Im Januar 2015 wurde dieser Vertrag verlängert. Auch für die Jahre 2016 bis 2018 erhielt Renato entsprechende Verträge bei Santos. Am 18. September 2018 wurde er mit sofortiger Wirkung zum Fußballdirektor von Santos ernannt. Trotzdem bestritt er bis Saisonende noch Spiele für den Klub. Danach beendete er seine aktive Laufbahn. Für Santos soll er wettbewerbsübergreifend in allen Spielzeiten zusammen 425 Spiele (33 Tore) bestritten und vier Titel gewonnen haben.

## Erfolge
Nationalmannschaft
- Copa América: 2004
- Konföderationen-Pokal: 2005

Sevilla
- UEFA-Pokal: 2006, 2007
- UEFA Super Cup: 2007
- Copa del Rey: 2007, 2010
- Supercopa de España: 2007

Santos
- Campeonato Brasileiro de Futebol: 2002
- Staatsmeisterschaft von São Paulo: 2015, 2016

Botafogo
- Staatsmeisterschaft von Rio de Janeiro: 20113

## Auszeichnungen
- Silberner Ball (Brasilien): 2003